# Magnolia carsonii
Magnolia carsonii är en magnoliaväxtart som beskrevs av James Edgar Dandy och Hans Peter Nooteboom. Magnolia carsonii ingår i släktet Magnolia och familjen magnoliaväxter.

## Underarter
Arten delas in i följande underarter:
- M. c. carsonii
- M. c. drymifolia
- M. c. phaulanta